# Pokoli nad Srbi (1901)
Leta 1901 je bilo na Kosovskem vilajetu izvedenih več pokolov nad Srbi, ki so jih izvajali Albanci. Srbi so bili zlorabljeni in obtoženi, da so srbski agenti. Sledila je panika in Srbi, predsem tisti iz mejnih območij, so pobegnili v Srbijo. Osmanska oblast ni zatrla albanskih gibanj, niti ni zaščitila Srbov. Albanci, ki so sodelovali v grško-turški vojni leta 1897, niso vrnili orožja oblastem, temveč so ga uporabili proti Srbom. Maja 1901 so Albanci zažgali Sjenico, Novi Pazar in Prištino. V Prištini so izvedli pokole nad Srbi. Ibarski Kolašin (zdaj znan kot Severno Kosovo), gozdnato območje, sestavljeno iz 40 pretežno srbskih vasi, kjer so delovali srbski učitelji in duhovniki, je že nekaj časa jezilo Albance in osmansko oblast. Srbe so v regiji stalno zlorabljali. Srbska vlada je opazila razvoj dogodkov v Kolašinu in ni ostala brez odzivov. Položaj je postal resen in kosovski Srbi so začeli tihotapiti orožje iz Srbije za samoobrambo. Albanska grozodejstva so se tako razširila, da je bila vlada Vladana Đorđevića prisiljena diplomatsko posredovati za zaščito Srbov v Stari Srbiji. Diplomatsko posredovanje pa ni obrodilo sadov in kosovski Srbi so začeli zahtevati orožje za zaščito. Osmanska vlada se je seznanila s tihotapljenjem orožja večinoma v Kolašin. Isa Boletini je vodil preiskavo. Poleti 1901, po osmanski preiskavi, so Albanci izvajali pokole nad Srbi na območju Kolašina. Boletini je bil prisoten, medtem, ko so bile organizirane grozote na Kolašinu, vključno s pokoli, posilstvi, izsiljevanjem, plenjenjem in izselitvijo lokalnih etničnih Srbov. Grozote so tudi rusko vlado prisilile k posredovanju. Nasilje v Kolašinu se je ustavilo, vendar se je albansko nasilje v drugih regijah nadaljevalo. Rusija je zahtevala, da se Albance in turško žandarmenijo kaznuje in Srbom omogoči posest orožja za zaščito. Avstro-Ogrska, ki je podpirala Albance, je poskušala prikriti velikost pokola. Osmanska vlada je odgovorila z množičnimi aretacijami in kriminalizacijo albanskega jezika. Guverner je bil odpuščen in protisrbski uradniki ter albanski voditelji, ki so bili še posebej kruti, so bili odstranjeni iz delovnih mest.
Dogodki so pripomogli k »Kolašinovi aferi«, diplomatskemu konfliktu med Avstro-Ogrsko, ki je podpirala Albance, in Srbijo, ki jo je podprla Rusija. Sčasoma se je diplomatski spor razvil v odprto soočenje med dvema stranema.

### Pokoli nad Srbi leta 1901
| Lokacija     | Kosovski vilajet, Osmansko cesarstvo (zdaj Kosovo)      |
| ------------ | ------------------------------------------------------- |
| Leto         | 1901                                                    |
| Tarča        | Srbi                                                    |
| Vrsta napada | pokoli, posilstva, izsiljevanje, plenjenje in izselitev |